# Tarsotropidus stelzli
Tarsotropidus stelzli là một loài bọ cánh cứng trong họ Cerambycidae.